# Провінція Померанія (1653–1815)
Провінція Померанія — провінція Бранденбург-Пруссії, пізніше Королівства Пруссія. Утворена після Тридцятилітньої війни на території Задньої Померанії. Згодом землі Лауенбург і Бютов, Драгайм і Шведська Померанія на південь від річки Пеене приєднано до провінції. Територію провінції успадкувала провінція Померанія, створена в 1815 році.

## Задня Померанія
Задню Померанію перетворено на провінцію Пруссії (Бранденбург-Пруссія) після Вестфальського миру, який завершив Тридцятирічну війну в 1648 році. Під час війни династія Грифичів, яка правила Померанією з 1120-х років як герцоги Померанії, згасла по чоловічій лінії зі смертю Богуслава XIV в 1637 році. Весь час існування герцогства Грифічів Бранденбург претендував на верховну владу та був затверджений у численних договорах про спадщину Померанії. Проте Швеція була одним з найважливіших гравців у війні, і тому після війни отримала деякі території у Померанії (Шведська Померанія) за Вестфальським миром, що завадило амбіціям Бранденбург-Пруссії щодо успадкування всього колишнього герцогства Померанія.

## Приєднання Лемборсько-Битувської землі та Драгайму

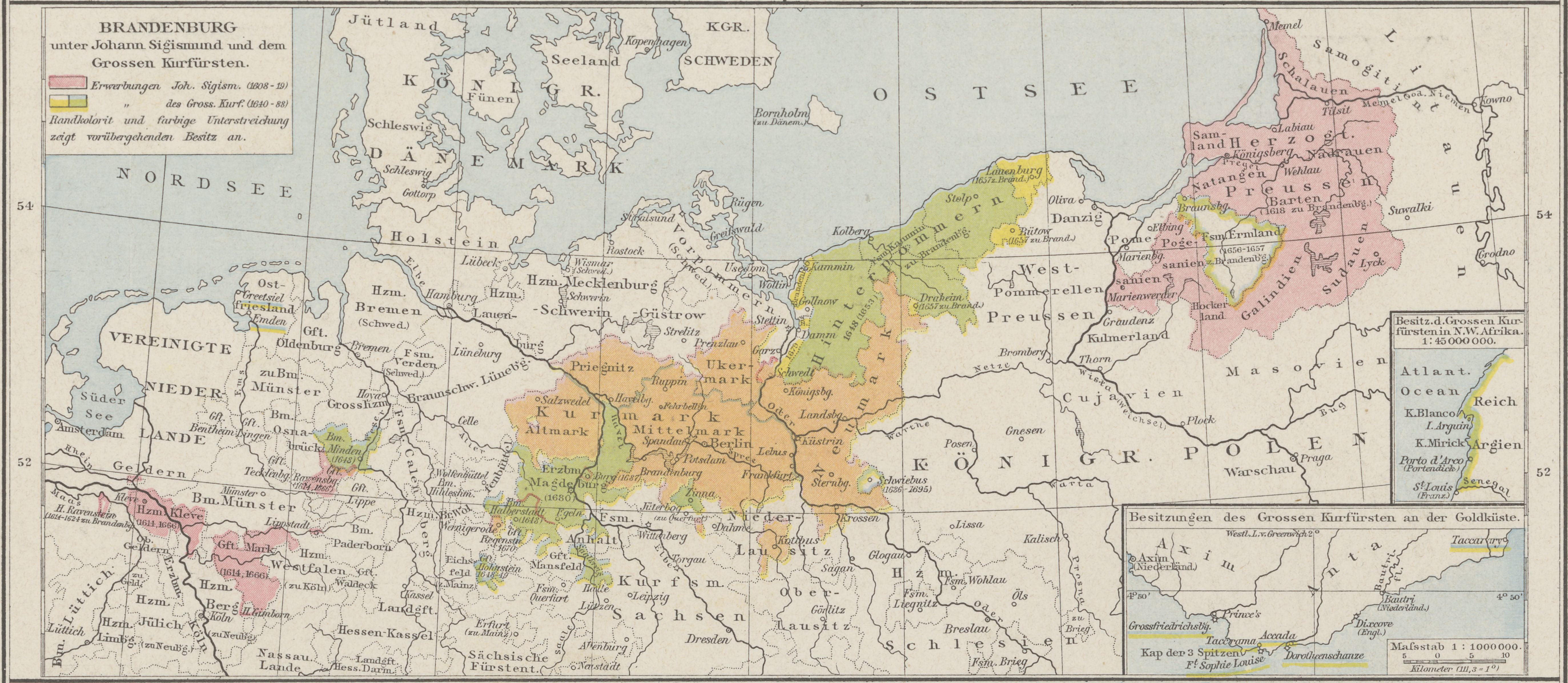
Бранденбург-Пруссія (1618–1680) із Задньою Померанією (Hinterpommern, світло-зеленим), Драгаймом (жовтим), Лемборсько-Битувською землею (жовтим) та смугою вздовж Одеру (жовтим). Вказано рік заснування.

Під час Другої Північної війни (1654 — 1660) Бранденбург-Пруссія та Річ Посполита уклали Велявський договір 19 вересня 1657 року, а пізніше Бромберзький договір. Річ Посполита передала Бранденбургу-Пруссії Лемборсько-Битувську землю як феод, а також заклала Драгайм Бранденбургу.
Олівський мир від 3 травня 1660 року підтвердив права Бранденбургу в Лемборсько-Битувській землі, а також у Драгаймі.

## Завоювання правобережжя нижнього Одеру
Шведську Померанію окупували Данія та Бранденбург на Бранденбурзько-шведському театрі воєнних дій Сконської війни в 1675 — 1679 роках. При цьому Данія претендувала на острів Рюген, а Бранденбург — на решту Померанії. Швеція відновила контроль над територією за Сен-Жерменським миром 28 червня 1679 року.
Це змусило Фрідріха Вільгельма, курфюрста Бранденбурга, вимовити « Exoriare aliquis nostris ex ossibus ultor! [Нехай хтось постане з моїх кісток як месник]».
Смугу землі на східному березі Одеру, за винятком Голлнова та Альтдамма, приєднано до Бранденбургу. Голлнов та Альтдамм утримувалися Бранденбургом як пішак в обмін на репарації, доки вони не були сплачені в 1693 році.

## Приєднання півдня Шведської Померанії

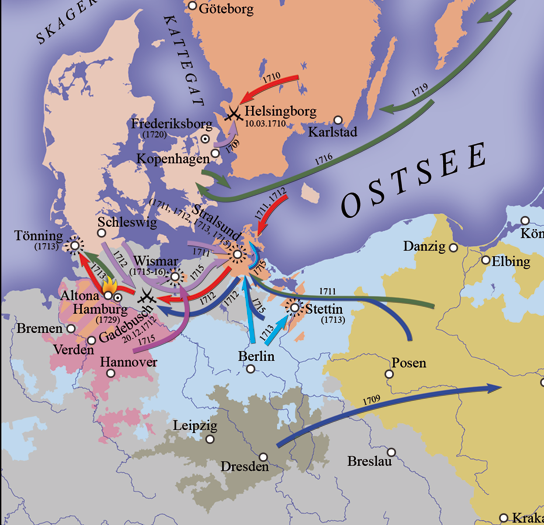
Північна війна в Померанії. Шведська Померанія позначена коричневим кольором, Померанія піл владою Бранденбург-Пруссії, позначені та здобутки 1720 року.

Під час Північної війни Штеттін зазнав облоги російськими та саксонськими військами під проводом князя Меншикова та капітулював 29 вересня. Згідно зі Шведським договором від 6 жовтня, Пруссія виплатила Меншикову його військові витрати, а Штеттін окупували війська Гольштейну та Бранденбурга.
12 червня 1714 року король Бранденбург-Пруссії Фрідріх Вільгельм I уклав договір з Російською імперією, що підтверджував її здобутки у шведській Інгерманландії, Карелії та Естонії, і, у свою чергу, отримав підтвердження від Росії своїх здобутків на півдні Шведської Померанії.
22 листопада 1714 року король Швеції Карл XII повернувся з Османської імперії та особисто очолив шведську оборону в Померанії. У свою чергу, війська Гольштейну в Штеттіні були заарештовані Пруссією як союзники Швеції. У лютому 1715 року Карл захопив Вольгаст, здійснивши наступ для відновлення шведського контролю в Західній Померанії.
1 травня 1715 року Пруссія офіційно оголосила війну Швеції. Того ж місяця Ганновер і Данія приєдналися до російсько-прусського договору 1714 року. Згодом союзні війська окупували всю Померанію, крім Штральзунда. У битві за Штральзунд Карл XII Шведський очолював оборону до 22 грудня 1715 року, коли евакуювався до Лунду.
За Стокгольмським договором, укладеним 21 січня 1720 року, Пруссії дозволено зберегти завойовані території, включно зі Штеттіном. За цим договором Швеція поступилася Бранденбургу-Пруссії територіями на схід від річки Одер, які завоювали в 1648 році, а також в Західній Померанії на південь від річки Пене (Стара Західна Померанія) та островами Волін та Узедом в обмін на виплату в розмірі 2 мільйонів талерів.
Пізніше столицю перенесли до Штеттіна.

## Семирічна війна

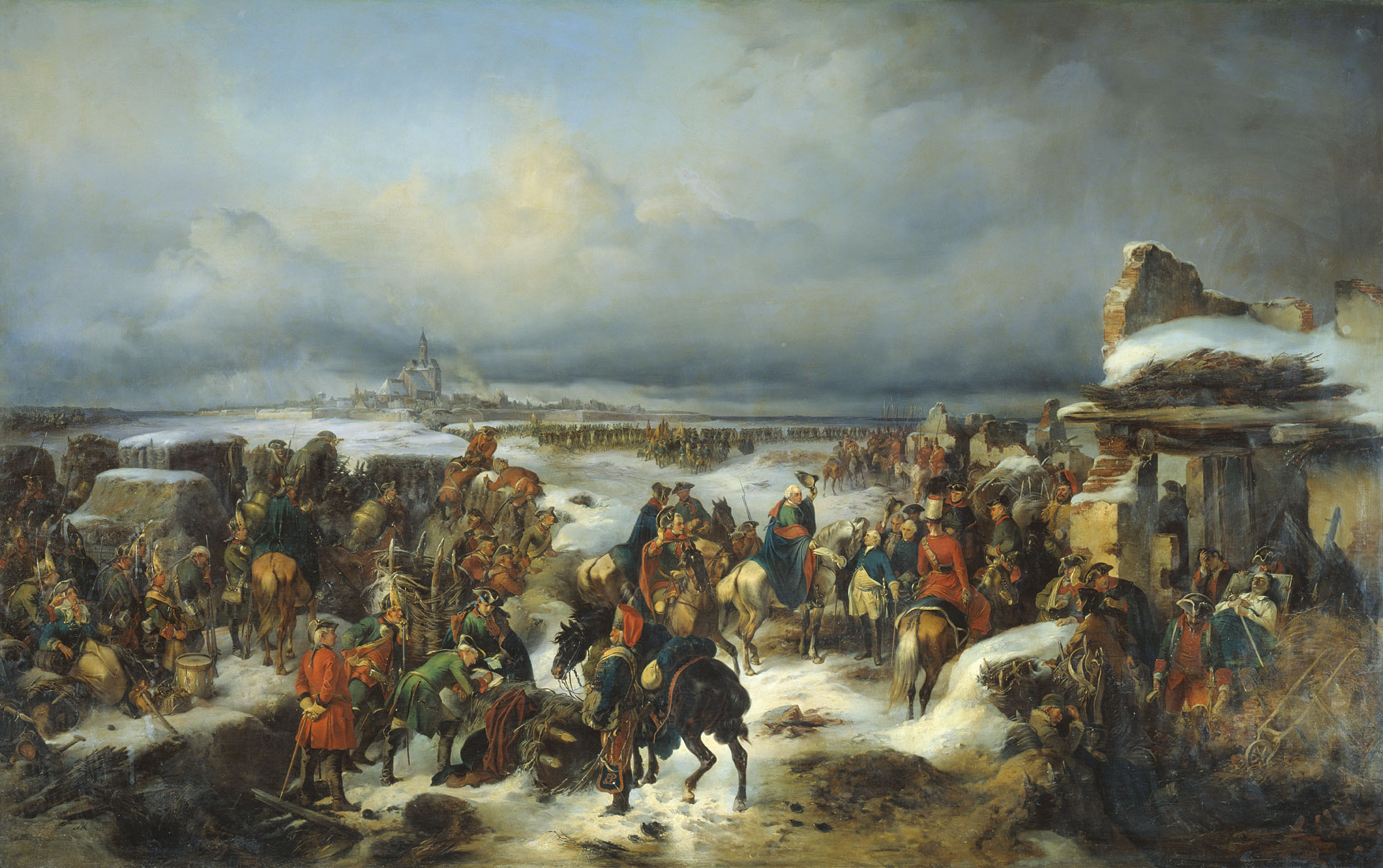

Після битви при Цорндорфі 1759 року (Семирічна війна) російські війська увійшли до Померанії та взяли в облогу Кольберг. Коли Кольберг вистояв, російські війська спустошили Задню Померанію. Швеція та Росія здійснювали рейди до Бранденбурзької Померанії в 1760 — 1761 роках. Кольберг знову став ціллю, витримав другу облогу, але не третю в 1761 році. Того ж року російські війська залишились на зимівлю в Задній Померанії. У 1762 році Пруссія уклала мир зі Швецією та Росією.
Провінція Померанія була спустошена, а кількість загиблих серед цивільного населення сягнула 72 000 осіб. Близько 20 відсотків населення провінції Померанія загинуло, відбувалися звірства, а потім — нестача продовольства. 

## Адміністрація
Шведські війська залишили Кольберг, натомість увійшли бранденбурзькі війська 6 червня 1653 року. Через три дні курфюрст скликав дворянство на ландтаг у Старгарді, який сформували 19 липня 1654 року, щоб вирішити питання подальшого адміністративного устрою провінції.

### Regimentsverfassung(«режимна конституція») 1654 року
Декрети ландтагу разом із конституцією («Regimentsverfassung») видано 11 липня 1654 року.
Кольберг обрано новою столицею. Війська мали постійно розміщуватися в місті, що мало оплачуватися провінцією. Провінцією мали керувати «Regierung» (уряд на чолі з президентом і канцлером, чотирма іншими членами, загальна адміністрація, відповідальна за поліцію, прикордонну службу, забезпечення дотримання герцогських прав), «Kammer» (палата, також «Amtkammer»), «Rentei» для управління володіннями), «Hofgericht» (суд) та «Konsistorium » (церковне управління). Першим президентом був Евальд фон Кляйст. Оскільки президент також опікувався дипломатичними місіями та представництвом провінції в Берліні, канцлер натомість контролював адміністрацію провінції.
Провінцію поділили на сім лицарських округів, а також території восьми місцевих дворянських родів (Флеммінг, Борке, Ведель, Девіц, Остен-Блюхер, Мантейфель та Глазенапп, так звані «шлоссгесесенські родини», тобто родини, що володіли замками), та графство Наугард. Крім того, існували герцогські домени («амти») Кольбац, Фрідріхсвальде, Марієнфліс, Трептов, Штольп та Рюгенвальде, а також міста Піріц, Штаргард, Трептов-ан-дер-Рега, Грайфенберг , Белгард, Нойштеттін, Шлаве , Штольп , Рюгенвальде , Кольберг та Кеслін. Секуляризована територія Каммінське єпископство мала окремий статус.
Населення було представлене в Представництві станів нім. Landständische Vertretung 25 депутатами. Лицарські округи призначали дев'ять, дворянські родини — шість, міста — п'ять і також п'ять — Каммінське єпископство. Курфюрст мав затвердити ці призначення.

### Військова адміністрація
Бранденбург-Пруссія створила об'єднану військову установу – військовий комісаріат для Померанії та Ноймарку, на чолі Ведего фон Бонін. Спочатку комісаріат діяв лише під час війни, але став постійною установою в 1660 році. Військовий комісаріат підпорядковувався лише курфюрсту (пізніше королю), а не провінційному уряду. У міських громадах його представляв податковий комісар, а в сільських районах – посадовці «військовий комісар» (пізніше «районний директор»). Ці комісари збирали контрибуції (військовий податок) та контролювали гарнізон. Таким чином, військовий комісаріат став центральною установою у фінансовому та економічному управлінні провінції.

### Адміністративна реформа 1714 року
У 1714 році колишню посаду «ландрата» скасовано та замінено посадою «прусського ландрата». Цю посаду доручено колишньому районному директору. Ще до реформи посади районного директора (спочатку військового комісара) та ландрата округу часто обіймала одна й та сама людина. 

### Адміністративна реформа 1722 року
За наказом прусського короля Фрідріха Вільгельма I, в 1722 році Казенна палата та військовий комісаріат об'єднані у «військову та доменну палату». Ця нова палата переїхала зі Штаргарда , який був столицею з 1668 року, до Штеттіна, який був придбаний Пруссією та об'єднаний з Померанською провінцією в 1720 році. Палата відповідала за всі адміністративні питання провінції, крім правосуддя (яке входило до компетенції уряду та суду) та церковного управління (яким займався Консисторіум). Другу палату (хоча й підпорядковану Штеттінській палаті) створено в 1764 році в Кесліні для східних округів.

### Адміністративна та військова реформа 1733 року
15 вересня 1733 року прусський король Фрідріх Вільгельм I наказав провести ще одну адміністративну реформу. Найважливішою зміною стало застосування Кантонального регламенту. Цей регламент розділив провінцію на невеликі військові округи («кантони») на основі цивільних. Усіх селян кантону зарахували до прусської армії та призначили до прусських піхотних полків 7, 8, 17, 22 або 30 , або до кавалерійських полків 1, 2 або 5. Набір не залежав від фактичних бойових дій, а був постійним. Також сільську знать зарахували до армії як потенційних офіцерів. Ті, кого обирав король для військової кар'єри, проходили навчання в Берліні та отримували не лише військову, а й широку освіту.

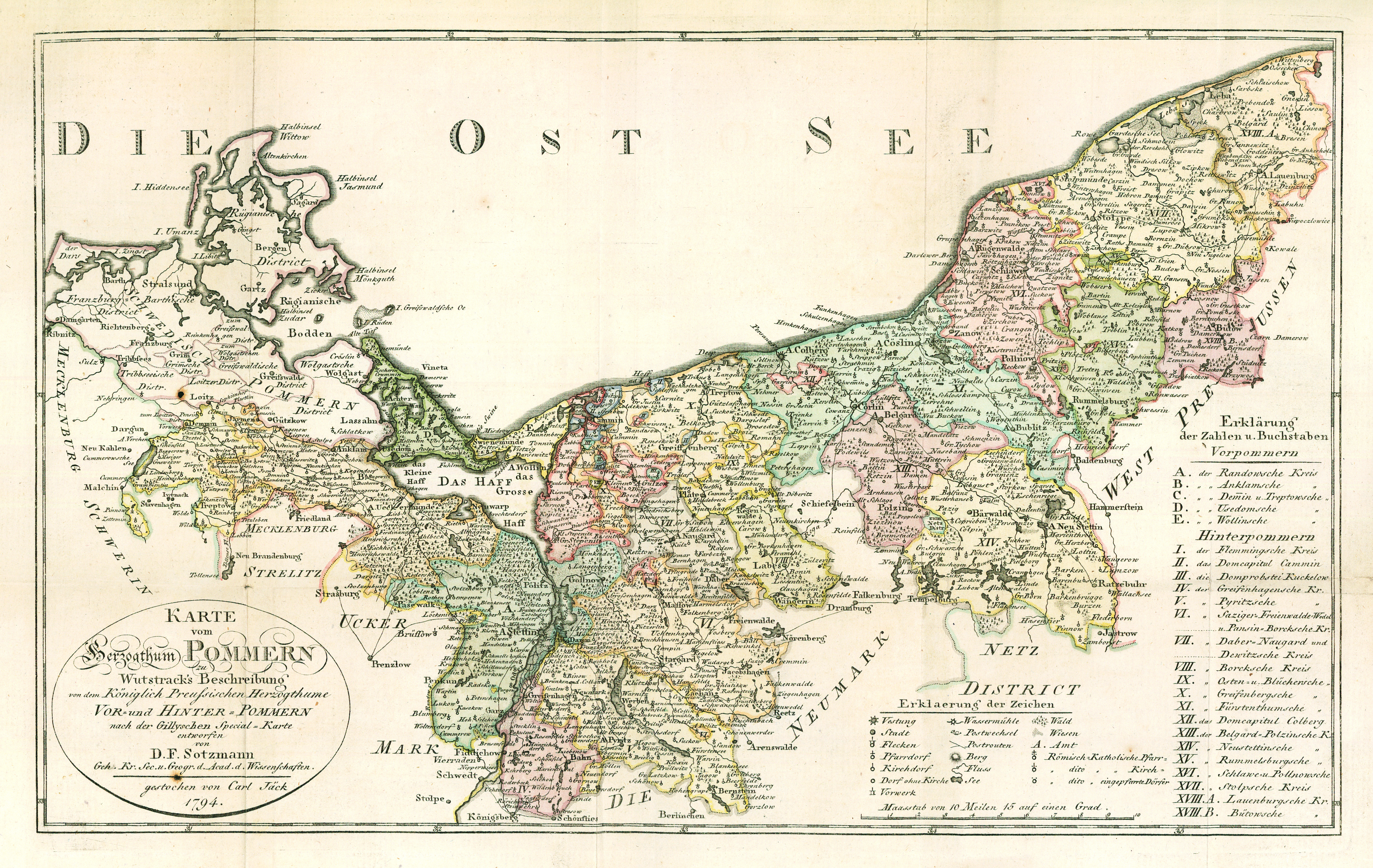
Передня та Задня Померанія приблизно 1794 року

### Відбудова та внутрішня колонізація Прусської Померанії
Після великих втрат попередніх війн, Пруссія почала відбудову та заселення зруйнованої війною провінції в 1718 році. Були розроблені програми фінансової допомоги для відновлення будинків, наприклад, людям виплачували 23% вартості будинку, якщо вони будували його з вогнетривкого матеріалу, а вільні житлові приміщення надавали безкоштовну орендну плату тим, хто бажав зводити будівлі. Були також випадки, коли тим, хто будував будинок, надавали громадянство, звільняли від гарнізонних обов'язків або безкоштовно надавали необхідну деревину. Крім того, прусська адміністрація відновлювала або будувала нові громадські будівлі.
Болота в регіонах Рандовбрух та Укермарк осушувались та заселялись колоністами з Голландії з 1718 року. Тому в 1734 році частина цього регіону стала відома як «Королівська Голландія». Голландські колоністи також селились в інших частинах Померанії. Також протестанти з переважно католицького Зальцбурзького регіону прибули до Пруссії через померанські порти. Хоча більшість згодом оселилися в інших частинах Пруссії, деякі оселилися в Померанії.
Щоб покращити доступ до порту Штеттін, річку Свіна поглибили, а в 1748 році в її гирлі заснували місто Свінемюнде. Подібний проєкт у Штольпі провалився через фінансові труднощі.
У 1750-х роках величезні болота Одербруха осушували, щоб створити сільськогосподарські угіддя.
Король Фрідріх Великий призначив Франца Бальтазара фон Бренкенгофа відбудувати зруйновану війною прусську частину Померанії. Ще до Семирічної війни принц Мориц Ангальт-Дессауський розпочав освоєння земель Задньої Померанії. Бренкенгоф, надавши певну гуманітарну допомогу в 1763 році (особливо коней та пшеницю від військових, а також гроші на насіння та сільськогосподарських тварин), запровадив програми фінансової допомоги, зниження податків та кредитів за низькими ставками, і таким чином зумів відбудувати більшість зруйнованих ферм в 1764 році.
У наступні роки нові сільськогосподарські угіддя стали доступними через вирубку лісових масивів та осушення боліт (наприклад, Турбрух, Пленебрух, Шмользінер-Брух) та озер (наприклад, Мадюзе, Нойштеттінер-Зе), а також будівництво дамб на деяких річках (наприклад, Іна, Леба).
Щоб компенсувати втрати населення під час війни, залучили нових колоністів. У 1740-х роках колоністів запрошували з Пфальца, Вюртембергу, Мекленбургу та Богемії. Більшість із них були з Пфальца, тоді як богеми невдовзі повернулися на батьківщину через нестачу житла. У 1750 році розпочався набір поселенців у Данцигу , Ельбінгу, Варшаві, Аугсбурзі, Франкфурті-на-Майні, Нюрнберзі, Гамбурзі та Брюсселі. У містах оселилися протестантські ремісники з римо-католицької Польщі. Колоністів звільнили від леяких податків та послуг, таких як військова служба. У 1740 — 1784 роках до Прусської Померанії прибуло 26 000 колоністів, та засновано 159 нових сіл. Більшість колоністів походили з Пфальца, Мекленбургу та Польщі.
У 1786 році населення Прусської Померанії (Задня Померанія та Західна Померанія на південь від річки Пене) досягло 438 700 осіб.

## Наполеонівські війни
Після того, як Пруссія програла битву під Єною-Ауерштедтом наприкінці 1806 року, французькі війська рушили на північ, у Прусську Померанію. Укріплений Штеттін здався без бою, і провінцію окупували французькі війська. Опір чинив лише укріплений Кольберг, і французи розпочали облогу в березні 1807 року. Облога не була успішною і її зняли лише після капітуляції Пруссії перед Наполеоном Бонапартом за Тільзитським миром 2 липня.
Умови капітуляції включали високі військові контрибуції (25 000 000 талерів лише з провінції Померанія). Узгоджений вивід французьких військ неодноразово відкладався. У листопаді 1808 року французькі війська залишили провінцію, за винятком Штеттіна, що змусило провінційний уряд переїхати до Штаргарду в 1809 році. Військову та доменну палату перейменували на Королівський прусський уряд («Königlich Preußische Regierung»), а колишній уряд («Regierung») перейменовали на Верховний державний суд («Oberlandesgericht»).
Реформи фон Штайна (1807) і Карла Августа фон Гарденберга (1811) скасували кріпацтво.
У 1812 році французькі війська вторглися до Шведської Померанії, а також знову окупували Прусську Померанію. Прусські війська розмістилися в Кольберзі. Після того, як Людвіг Йорк фон Вартенбург, який командував прусським корпусом зі значною часткою померанського війська, вийшов з коаліції з Францією згідно Таурогенської конвенції 30 грудня 1812 року, прусські війська закликали померанські війська до зброї в лютому 1813 року. Також у лютому російські війська досягли Задньої Померанії. У березні всі французькі війська залишили Померанію, за винятком Штеттіна, який утримувався французами до 5 грудня 1813 року. Після війни Пруссія, після дипломатичних зусиль Гарденберга на Віденському конгресі, отримала Шведську Померанію, сплативши Данії 2,6 мільйона талерів та надавши їй Саксен-Лауенбурзьке герцогство, а також сплативши Швеції додаткові 3,5 мільйона талерів 7 червня 1815 року. 23 жовтня Шведську Померанію об'єднали з прусською провінцією, обидві утворили провінцію Померанія.